# Prostiboř
Prostiboř település Csehországban, Tachovi járásban. Prostiboř Mezholezy u Horšovského Týna, Staré Sedlo, Zhoř és Kladruby településekkel határos. Lakosainak száma 265 fő (2024. január 1.).

## Népesség
A település lakosságának változását az alábbi diagram mutatja:
| Lakosok száma | 772  | 664  | 668  | 264  | 188  | 139  | 131  | 142  | 154  | 265  |
|               | 1869 | 1900 | 1921 | 1961 | 1980 | 2011 | 2016 | 2019 | 2021 | 2024 |